# Isabel Ana Seton
Elizabeth Ann Bayley Seton, S.C.N.Y. (Nueva York, 28 de agosto de 1774-Emmitsburgo (MD), 4 de enero de 1821) fue una viuda religiosa católica y educadora estadounidense. 
Fue fundadora de la primera escuela católica del país, y de la primera congregación estadounidense de religiosas, las Hermanas de la Caridad, así como la primera estadounidense en ser declarada santa por la Iglesia Católica. Está emparentada con la familia Roosevelt, por línea matrimonial de su padre.

## Biografía

### Infancia
Isabel Ana Bayley Charlton nació en Nueva York, el 28 de agosto de 1774, en el hogar de una familia acomodada episcopaliana.
Siendo muy joven, en 1777, murió su madre a causa de un parto y al año siguiente murió su hermana menor. Poco después su padre contrajo matrimonio por segunda vez con Carlota Amelia Barclay, de la notoria familia Roosevelt. Carlota era una mujer muy piadosa, siendo feligresa de la iglesia episcopaliana de la Santísima Trinidad. Visitaba los hogares de familias pobres, distribuyendo bienes vitales y llevaba a la joven Isabel con ella. Fue en esas incursiones que Isabel aprendió a vivir la caridad.
La pareja tuvo cinco hijos, pero no fue un matrimonio feliz, y al final se separaron. A ese punto, el doctor Bayley viajó a Londres para estudios médicos. Rechazadas por su madrastra, Isabel y su hermana mayor, María Magdalena, fueron llevadas a la casa de su tío, Guillermo Bayley, ubicada en New Rochelle (Nueva York). Ya desde entonces demostraba fuertes inclinaciones espirituales, que ella misma anotó en sus diarios. En ellos también recordó lo mucho que sintió la pérdida de quien representaba una segunda presencia maternal en su vida.
Aunque ocupada con una familia grande y la manutención del hogar, Isabel también ayudaba a los más necesitados de la ciudad, como había aprendido de su padre y madrastra. Con otras mujeres destacadas de la iglesia, formó un grupo llamado Damas de la Caridad, quienes visitaban los hogares de personas pobres para prestarles la ayuda necesaria.

### Conversión

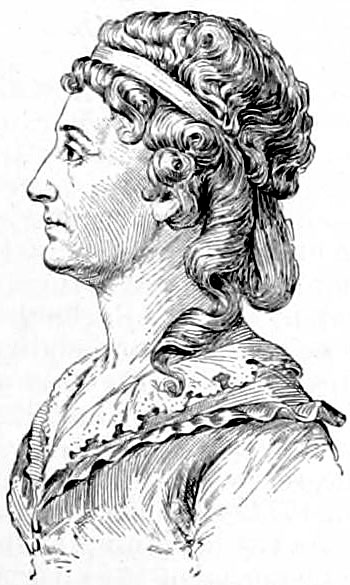
Xilografía de Seton en el Appleton's Cyclopaedia

Tras la quiebra de los negocios de su marido a causa del naufragio de varios de sus barcos, la familia quedó en la ruina. Al poco tiempo, su marido se enfermó de tuberculosis. En búsqueda de un clima más favorable para su enfermedad, el matrimonio y la hija mayor, Ana María, embarcaron hacia Italia, pero llegando a puerto, durante la cuarentena legal, Guillermo Seton murió (27 de diciembre de 1803). Viuda a los veintinueve años y con cinco hijos, Isabel fue recibida por don Felipe Felicchi, el socio y amigo de su fallecido esposo, quien, con su mujer, conformaban una familia muy católica y acogedora. En la convivencia con sus anfitriones, Isabel Ana empezó a conocer la fe católica.
Tras su regreso a Nueva York, Isabel dedicaba buenos momentos de oración ante el Santísimo Sacramento en la cercana Parroquia de San Pedro, la única de la Ciudad. Esta buena costumbre la tenía incluso antes de su conversión al catolicismo. Decidió entonces ser bautizada en la Iglesia Católica el 14 de marzo de 1805 (Miércoles de Ceniza) a manos del párroco de dicha Parroquia y, al año siguiente, fue confirmada por el primer Obispo de Baltimore, John Carroll.
Cuando Isabel volvió de Italia había comenzado una pequeña escuela que le ayudaba para el sostenimiento económico de sus hijos pero, después de su conversión al catolicismo, perdió el favor de sus amigos y familiares, y los padres de sus alumnas las fueron sacando de la escuela.
Durante esta lucha por proveer a sus hijos conoció al presbítero francés Guillermo Valentín de Dubourg, que estaba en la ciudad de visita, quien era miembro de una comunidad de presbíteros de San Sulpicio refugiados a causa de El Terror de la Revolución francesa. Habían llegado a Maryland para abrir el primer seminario para la formación del clero, según su carisma. Dubourg ya venía pensando tiempo atrás alguna manera de establecer escuelas para las niñas católicas de la región y encontró en la Vda. de Seton a la persona indicada para este proyecto. Fue por ello que la invitó a ir a Baltimore para tal labor y viajó con sus hijas en junio de 1808.
El 25 de marzo de 1809 emitió votos privados ante el Obispo Caroll y su hija, Ana María y, el 1 de junio de ese mismo año, junto a sus dos cuñadas, fundó la comunidad religiosa. Por donativo de Samuel Sutherland Cooper, un converso y seminarista, la escuela de niñas, con el nombre de "Escuela y Academia Libre de San José", se abrió en Emmitsburgo (Maryland) el 24 de junio de 1809, comenzando las clases un mes después en la "Stone House" (en español: Casa de piedra), en el valle de San José.

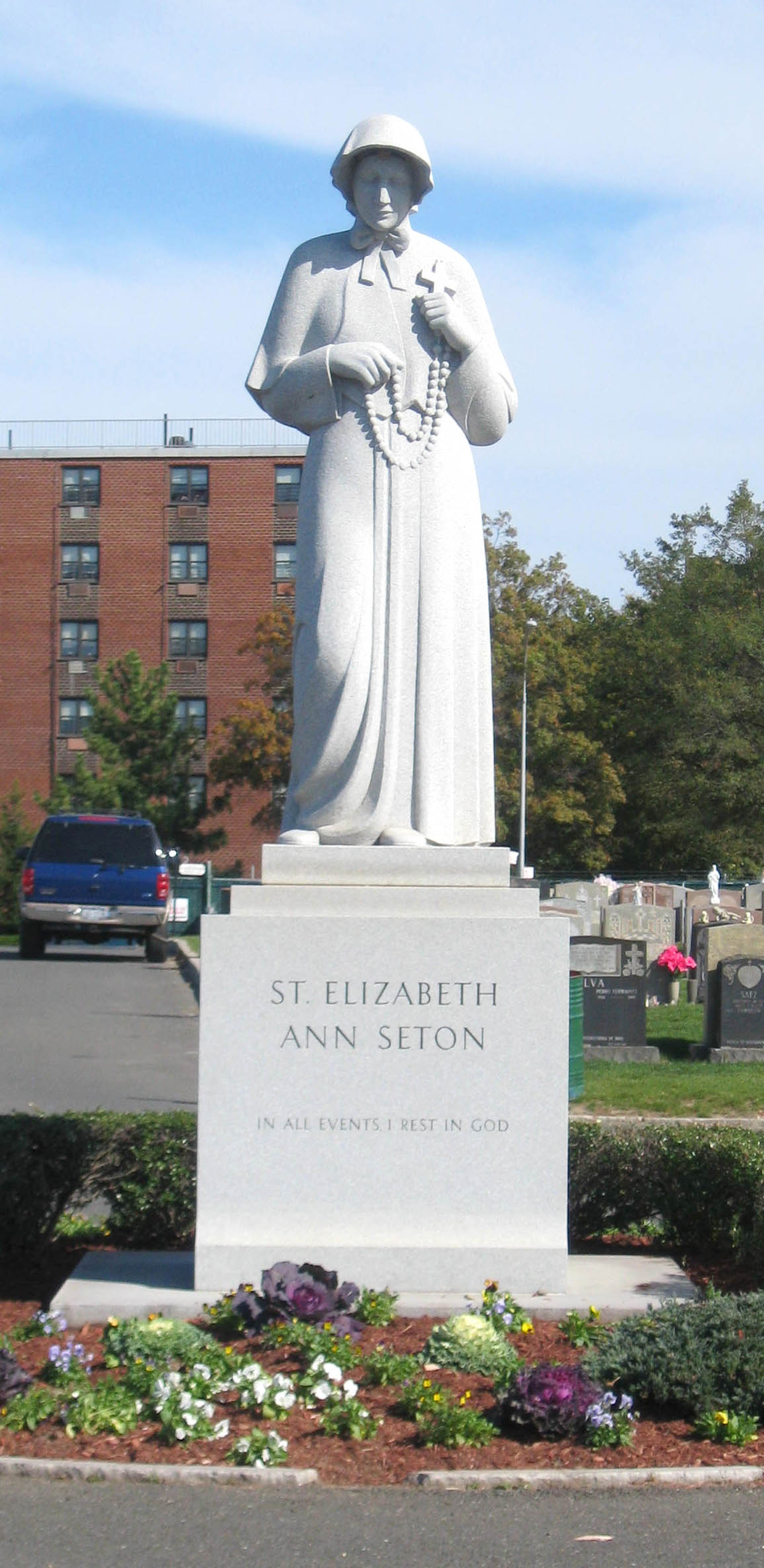
Santa Isabel Ana Bayley Vda. de Seton

El instituto de las Hijas de la Caridad de San Vicente de Paúl en Francia quiso mandar algunas hermanas para formar la pequeña comunidad, pero el emperador Napoleón no permitió que salieran del país. El 17 de enero de 1812 fueron aprobadas la Regla y Constituciones de las Hermanas de Caridad de San José para la formación de muchachas pobres, que fue la primera escuela parroquial católica de los EE. UU. Inspiradas en la espiritualidad de las Hijas de la Caridad, fundadas por San Vicente de Paúl y Santa Luisa de Marillac en Francia (1633), también fue la primera Congregación católica femenina de los EE. UU.

### Muerte
Isabel se caracterizó por ser una mujer muy agradable y culta. Tuvo que enfrentar dificultades causadas por malentendidos y rencillas internas, la muerte de dos de sus hijas y otros seres queridos y la de varias hermanas jóvenes de la comunidad. El resto de su vida, hasta su muerte por tuberculosis a la edad de 46 años, lo ocupó en dirigir y desarrollar la nueva Congregación destacándose por su devoción a la Eucaristía, a la Sagrada Escritura y a la Virgen María. El Salmo 22 fue su favorito a lo largo de su vida de oración.
La tercera vez que fue elegida Superiora, en contra de su voluntad, comentó que era la elección de una muerta. Se enfermó de tuberculosis, como su esposo, y murió el 4 de enero de 1821.
Sus restos fueron sepultados en la Basílica que lleva su nombre: el Santuario Nacional de Santa Isabel Ana Seton, en Emmitsburgo (Maryland).

## Familia

### Ascendencia
Isabel era la segunda hija del doctor Richard Bayley y de su primera esposa Catalina Charlton, en el seno de una familia protestante episcospaliana, de arraigada y fuerte religiosidad. Su padre, de ascendencia hugonote, era cirujano y el primer funcionario de la sanidad del puerto de Nueva York y más adelante profesor de anatomía del King’s College (hoy la Universidad de Columbia) Su abuelo materno sirvió como rector de una iglesia episcopaliana durante 30 años. 

#### Relación con los Roosevelt
Al quedar viudo, Richard Bayley se casó por segunda vez con Charlotte Barclay Roosevelt, hija de Andrés Barclay y Helena Roosevelt, y nieta del político estadounidense Nicolás Roosevelt, patriarca de la familia, quien era hijo del emigrante holandés Claes Maartenszen van Rosenvelt. Así los Bayleys quedaron emparentados con una de las familias más prestigiosas del país; el nieto de su cuñado Christopher fue Enrique Roosevelt, fundador del Roosevelt Hospital; y su otro cuñado fue el banquero y político Isaac Roosevelt, cofundador junto con Alexander Hamilton del Banco de Nueva York. 
Hijos de su cuñado Isaac fueron Jacobo Roosevelt, casado con una descendiente del banquero Guillermo Beekman; y María Roosevelt, casada con el político Ricardo Varick; a su vez, el segundo hijo de Jacobus fue el empresario Isaac Daniel Roosevelt, cuyo nieto fue el político Franklin Delano Roosevelt, 32° presidente de los Estados Unidos. Por otro lado, otro de los cuñado de Richard Bayley, Juan Roosevelt, era el tatarabuelo del empresario y político estadounidense Theodore Roosevelt Sr., 26° presidente de Estados Unidos.

### Matrimonio
A los diecinueve años, el 25 de enero de 1794, Isabel se casó con William Magee Seton. Presidió el matrimonio el primer Obispo episcopaliano de Nueva York, en la casa de su tía, María Bayley de Post. William era un acaudalado hombre de negocios y armador de barcos. Con su padre y su hermano tenían su propio negocio. Educado en Inglaterra, Seton había tenido contacto con diversas empresas de contabilidad en Europa continental. Era muy amigo de don Felipe Felicchi, un notable comerciante de Livorno, Italia.
Del matrimonio nacieron cinco hijos: Ann Mary (Annina), William, Richard, Catherine, quien fue la primera americana en entrar a la Congregación de las Hermanas de la Misericordia, y Rebecca Mary Seton Bayley.

## Proceso de Canonización
- 1907: comienzo del proceso informativo de la Causa.
- 1940 (28 de febrero): la Causa es presentada en Roma.
- 1959 (18 de diciembre): declaración como Venerable.
- 1963 (17 de marzo): beatificación por el papa Juan XXIII.
- 1975 (14 de septiembre): canonización por el papa Pablo VI.[13]

## Culto público

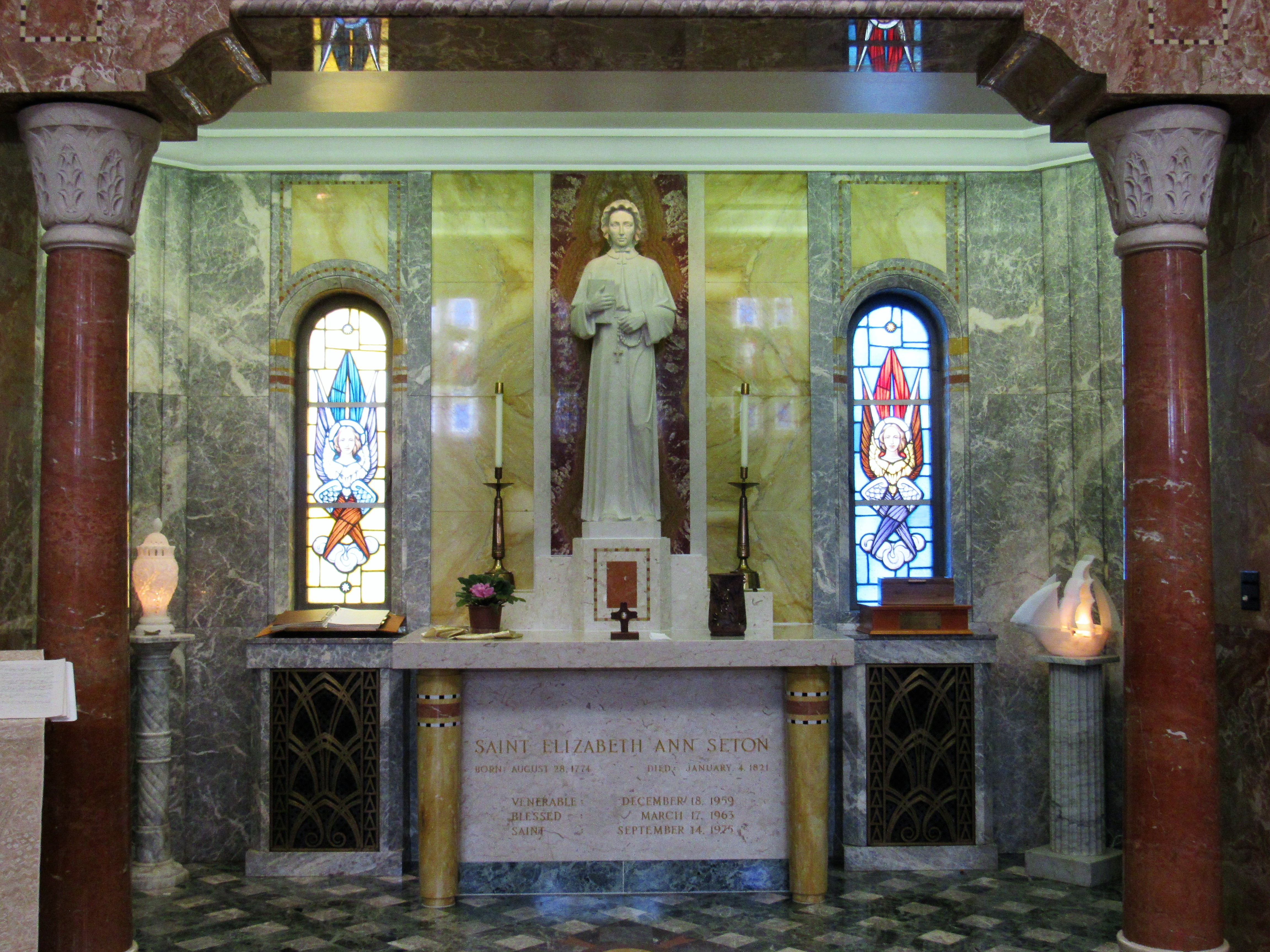
Tumba de Seton

Su memoria litúrgica se celebra el 4 de enero, fecha de su muerte.
Es considerada popularmente como patrona de las escuelas católicas, de las viudas, de los niños en peligro de muerte y de los instructores. Su imagen en bronce figura en las puertas principales de la Catedral de San Patricio, Nueva York, titulada como Hija de Nueva York. Además es venerada en la Iglesia de Nuestra Señora del Santo Rosario en el bajo Manhattan y en el Santuario Nacional de Santa Isabel Ana Seton en Maryland.
Uno de sus sobrinos, James Roosevelt Bayley, se convirtió también al catolicismo. Fue ordenado presbítero, luego Obispo de Newark y más adelante Arzobispo de Baltimore. Fundó la Universidad Seton Hall en Nueva Jersey.